# Giuseppe Salvatore Pianell
Giuseppe Salvatore Pianell (Palerme, 9 novembre 1818 - Vérone, 5 avril 1892) est un général et homme politique italien.
Il est nommé ministre de la Guerre du royaume des Deux-Siciles en juillet 1860, à l'époque de l'Expédition des Mille (Impresa dei Mille). Favorable à une alliance avec le Piémont et à l'application de la constitution promulguée par Francesco II, il se heurte à l'opposition d'une grande partie de la cour des Bourbons. Il démissionne après seulement quelques semaines de ministère et, à la suite de la proclamation du royaume d'Italie, demande et obtient l'entrée dans l'Esercito italiano (armée de terre italienne).
Il se distingue lors de la bataille de Custoza (1866) en tant que commandant de la seule division italienne qui ne bat pas en retraite face à la contre-offensive autrichienne. En 1869, il devient commandant des forces de l'armée royale en Italie du Nord. Il a refusé à plusieurs reprises le poste de ministre de la Guerre du royaume d'Italie et a été député et sénateur à vie au Parlement italien. Il est accusé par les Bourbons de favoriser la disparition du royaume des Deux-Siciles, par certains Unionistes du contraire. Il est ensuite devenu l'un des symboles de l'unité nationale.

## Origines et jeunesse (1818-1845)
Giuseppe Salvatore Piànell (parfois appelé par erreur ou par dérision Pianelli) est né en 1818 de Francesco Pianell, fonctionnaire de l'administration militaire des Bourbons, et de Cirilla Jannelli, fille unique du général baron Jannelli. Ce dernier, pour services rendus dans la guerre à Gioacchino Murat, acquit le fief de Sant'Eufemia Lamezia, que les Bourbons reprirent après la Restauration.
En 1827, dans le cadre d'une vaste restructuration, l'armée des Bourbons passe du statut de force de professionnels étrangers à celui de force de conscription obligatoire pour des raisons économiques. Les grades d'officier des régiments siciliens sont mis en vente et le père de Pianell achète le grade de capitaine pour son fils. Pianell devient ainsi capitaine à l'âge de 9 ans et entre le 1er novembre 1828 au collège militaire de la Nunziatella à Naples. Il en sort en septembre 1836 en obtenant d'excellents résultats et en prenant du service comme capitaine (capitano) dans le 6e bataillon de chasseurs.

## Les campagnes contre les soulèvements siciliens (1846-1850)
Le 15 mars 1846, Pianell est nommé major (Maggiore) et commandant du 1er bataillon de chasseurs. Lorsque la révolution d'indépendance sicilienne de 1848 éclate, il participe avec son unité à l'expédition commandée par Guglielmo De Sauget vers Palerme. Au cours des combats, le 16 janvier 1848, il est blessé alors qu'il est à la tête de son bataillon qui s'apprête à attaquer les insurgés. 
Au printemps de la même année, alors qu'à Naples la révolte était imminente, de Cosenza, Pianell manifeste pour la première fois officiellement un jugement critique autonome sur la situation du royaume. De juin à août 1848 il fait partie de l'expédition calabraise avec la colonne commandée par le général Ferdinando Lanza qui force avec succès le passage de la vallée de Crati (ou San Martino) occupée par les rebelles. A cette occasion, Pianell se distingua et Lanza en fait part à ses supérieurs (juillet 1848).
En septembre 1848, à la suite des événements de la révolution, Pianell est de nouveau en Sicile où son 1er bataillon de chasseurs participe à la reconquête de Messine. Pour cette action, l'unité obtient une " promotion de grâce " pour chaque soldat de tous les grades, du 1er sergent au 1er lieutenant. Pianell lui-même, pour les événements de Palerme et de Messine, fut décoré de la Croix de Chevalier de l'Ordre Royal de San Ferdinando et du mérite (24 novembre 1848).
Poursuivant les soulèvements révolutionnaires en Sicile, en avril 1849, Pianell, qui avait entre-temps été promu lieutenant-colonel (Tenente colonnello), se retrouve au sein de l'expédition qui part de Messine avec un grand succès pour reconquérir Taormine et Catane. Il est récompensé par la médaille d'or de première classe et, l'année suivante, décoré de la croix d'officier de l'Ordre militaire de Saint-Georges de la Réunion des Deux-Siciles (août 1850).

## Colonel et général à Gaète (1850-1859)

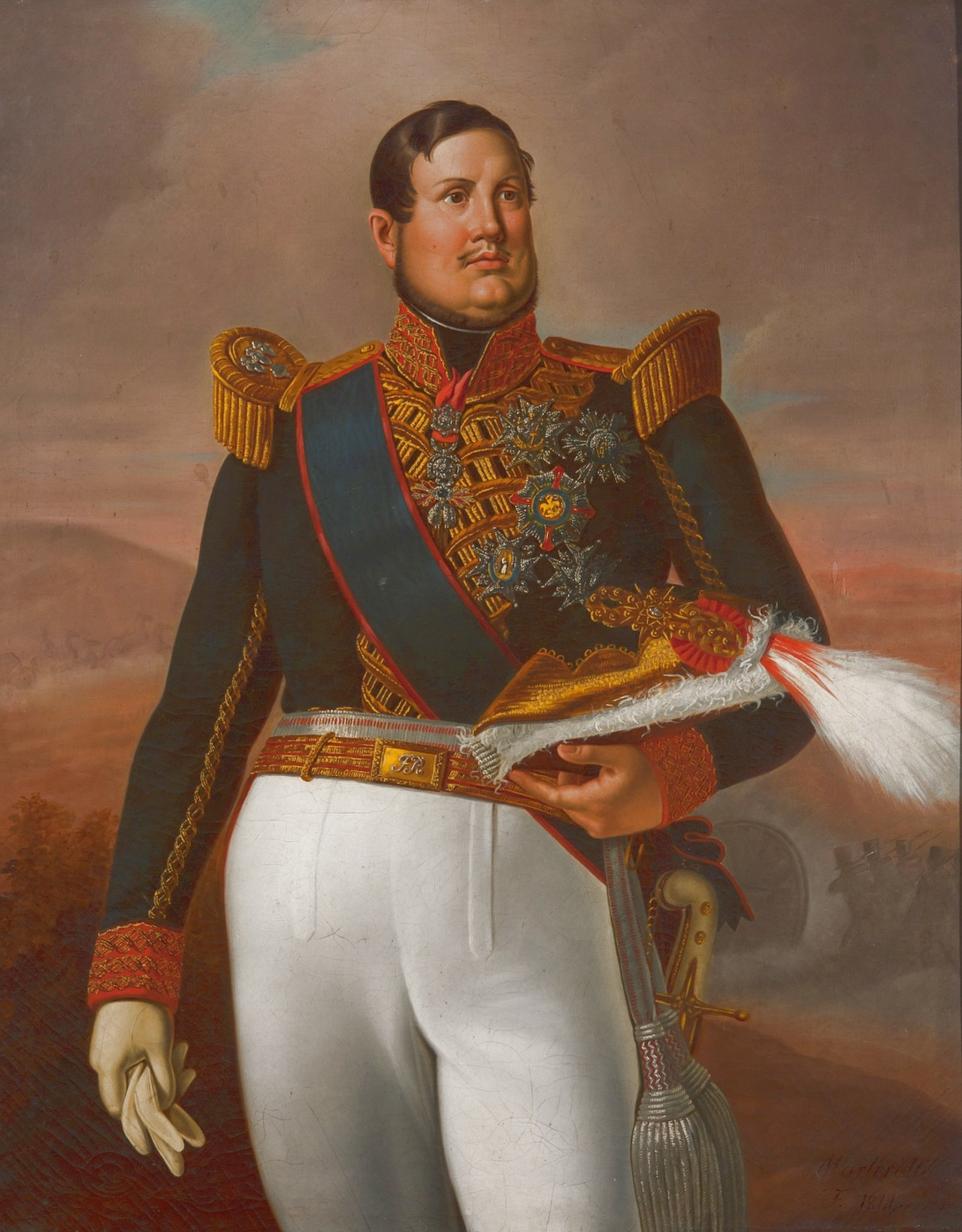
Ferdinand II de Bourbon. En 1855, il contraint Pianell à une retraite forcée à Gaète qui durera jusqu'à ce que François II monte sur le trône en 1859.

En mars 1850, alors qu'il n'a même pas 32 ans, Pianell est promu colonel (Colonnello) et affecté au 1er régiment de ligne. En 1855, un épisode interrompt de manière inattendue la série de consensus : le roi Ferdinand II de Bourbon, au cours d'une inspection de la caserne de San Potito, à Naples, commandée par Pianell, accorde du crédit à certaines plaintes des soldats qui se plaignent de la nourriture et de leurs supérieurs. Devant eux, Ferdinand II ordonna que Pianell soit enfermé pendant 15 jours à Castel Sant'Elmo, une punition qui fut exécutée et servie.
Il s'agit probablement d'une mesure de précaution prise par le souverain contre les idées libérales et l'autonomie de jugement du colonel qui, avec son régiment, est alors transféré à Gaète. Il y reste jusqu'à la mort de Ferdinand II qui, pendant des années, répète : 
" Ce jeune homme pense trop... il vaut mieux l'éloigner ".
Malgré cela, Pianell est promu commandant général (generale comandante) de la brigade de Gaète en décembre 1855, et en juillet 1856, grâce à son futur beau-père, le comte Constantin Ludolf, il reçoit la nouvelle qu'il deviendra comte en épousant la fille de ce dernier, Eleonora, à laquelle il était déjà fiancé: le mariage est célébré le 6 août 1856.
L'épouse de Pianell, Eleonora Ludolf, appartenait à une famille de diplomates qui s'était installée à Naples depuis Erfurt, en Thuringe, à l'époque de Charles de Bourbon. Le couple Pianell vivent sereinement leurs années à Gaète, pendant lesquelles le général se consacre au service et à ses études militaires qu'il n'abandonnera plus jamais.

## Lieutenant dans les Abruzzes (1859-1860)
Le 20 mai 1859, Ferdinand II (Ferdinando II) meurt à Caserte ; François II (Francesco II) lui succède sur le trône et doit immédiatement faire face aux importantes nouvelles de l'époque : le duché de Parme, le duché de Modène et Reggio et Romagne passent dans la sphère d'influence piémontaise, tandis qu'une armée garibaldienne menace la frontière papale.
François II décide de rappeler Pianell de la retraite de Gaète et le nomme, le 1er juillet 1859, commandant de la brigade de Nocera qui était en garnison à Naples, au Granili. La situation politique s'aggravant, le 21 septembre, il le convoque au palais royal de Portici et lui confie une armée de douze mille soldats pour protéger les frontières nord-est du royaume contre l'invasion redoutée de Garibaldi. Il lui donne également les pleins pouvoirs en tant que commandant territorial des trois provinces des Abruzzes.
A cette occasion, Pianell exprime à François II la nécessité d'accorder des institutions libres qui satisferaient les souhaits honnêtes de son peuple. Le 28 septembre 1859, il part pour Sulmona où il arrive le lendemain.
Le travail de défense et de réorganisation dans les Abruzzes est très exigeant. La menace d'une invasion par le nord semblait toutefois avoir été écartée en novembre, lorsque les Piémontais ont réalisé que soulever une question en Europe au sujet d'une attaque sur le territoire papal aurait été politiquement insensé. Pianell, cependant, poursuit son travail, réorganisant les bureaux du gouvernement et des municipalités, réformant le personnel de la justice et de la police, concevant et faisant exécuter des travaux publics pour lesquels il fait travailler des employés locaux et des soldats ; et lorsqu'il est rappelé à Naples en juillet 1860, les habitants de Chieti et d'Ortona l'élisent citoyen d'honneur,.

### La démission de Filangieri
Le général Carlo Filangieri, au début de 1860, démissionne de ses fonctions de président du Conseil et de ministre de la Guerre. Pianell, qui admire son ancien commandant, partage également ses idées politiques. Tous deux espèrent une alliance du royaume des Deux-Siciles avec le Piémont et la proclamation de la Constitution. Filangieri démissionne en raison de désaccords avec François II, et Pianell accueille la nouvelle comme " le plus grand malheur pour le pays, pour l'armée et pour moi ".
Le 15 février 1860, Pianell se plaint des calomnies dont il est victime; il est cependant convaincu que quelque chose doit changer. En mars, il écrit à sa femme : "On ne peut pas rester éternellement immobile. Le monde marche, et il faut marcher avec lui. Il faut donner aux forces vives de la société un débouché légitime, de peur qu'elles ne réagissent secrètement et finissent par déborder". Le fait est que le 19 avril 1860, le général Pianell est promu maréchal (Maresciallo di campo).

### Conseils à François II
Pour soutenir les soulèvements siciliens, Garibaldi débarque à Marsala le 11 mai 1860 et entre dans Palerme le 30. Le 25 juin, François II accorde enfin la Constitution réactivant celle de 1848, annonce l'amnistie pour les délits politiques et la formation d'un nouveau gouvernement dirigé par le libéral Antonio Spinelli qui, comme Pianell, espère une alliance avec le Piémont.
Après de nombreuses difficultés, le président du Conseil forme son équipe et confie à Giosuè Ritucci le ministère de la Guerre, après que Roberto de Sauget, le prince d'Ischitella (1788-1875) et Francesco Casella (1781-1875) aient refusé le poste.
Pendant cette période, Pianell a écrit plusieurs fois au gouvernement et au roi. À François II, il déclare que pour sauver le pays, il faut appliquer la Constitution nouvellement promulguée, accepter une confédération d'États italiens et réorganiser complètement l'armée, en mettant surtout l'accent sur la discipline
Le 6 juillet 1860, François II rappelle Pianell des Abruzzes qui, le 13, lors d'un conseil de guerre auquel assistent également le roi et Spinelli, fait valoir que la perte de Palerme a démoralisé les troupes et qu'à partir de Messine il est pour l'instant impossible d'entamer une reconquête de la Sicile. Politiquement, ajoute-t-il, la poursuite des hostilités serait contre-productive et il appelle à une trêve pour former une Ligue italienne avec le Piémont. Cette trêve aurait également pour but de réorganiser l'armée et de mettre en œuvre le régime constitutionnel afin de gagner la confiance des progressistes et, finalement, de tenter de reconquérir la Sicile. Ces idées étaient valablement soutenues par le ministre des Affaires étrangères Giacomo De Martino.

## Ministre de la Guerre du royaume des Deux-Siciles (1860)

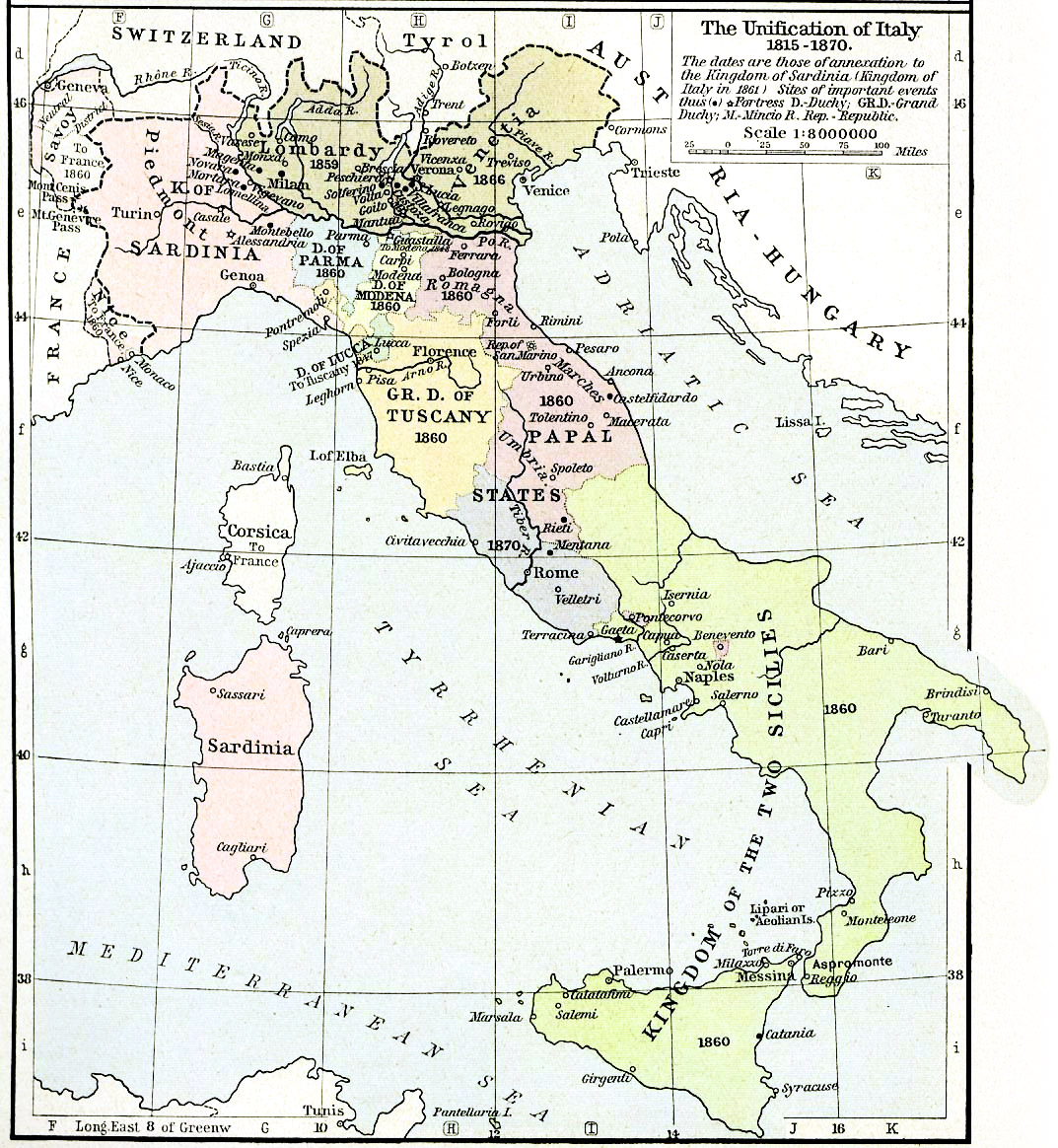
Avec la Constitution de juin 1860, le royaume des Deux-Siciles aspirait à un accord, pour protéger les intérêts communs, avec le Piémont (Sardaigne).

Avec la Constitution de juin 1860, le royaume des Deux-Siciles aspirait à un accord, pour protéger les intérêts communs, avec le Piémont (Sardaigne).

À ce stade, le gouvernement, confronté au refus de certaines garnisons d'obéir à la Constitution, craint un complot des courtisans réactionnaires et décide d'un renouvellement en faveur de personnalités plus libérales. Le lendemain du Conseil de guerre, le 14 juillet 1860, Pianell est nommé ministre de la Guerre à la place de Giosuè Ritucci, et Liborio Romano remplace le ministre de l'Intérieur Federico Del Re.
L'ordre du jour adressé par Pianell à l'armée napolitaine le 15 juillet 1860 se conclut ainsi : "[...] Les officiers [...] et les soldats, ayez donc à l'esprit que le roi constitutionnel, l'alliance italienne, le drapeau italien, la propre autonomie, nous unissent désormais en une seule famille, afin de montrer ainsi que nous sommes tous les patrons de ces nouvelles institutions profitables à tous, et particulièrement à ceux qui sont et se lancent dans la glorieuse carrière des armes".
Le lendemain, François II décore Pianell de la Croix de Commandeur de l'Ordre royal de François Ier pour services rendus dans les Abruzzes.

### Opérations en Sicile
Conformément à ses idées, Pianell donne immédiatement l'ordre au commandant des troupes de Messine, le général Thomas Clary, de rester sur la défensive. Au lieu de cela, le 14 juillet, il permet à la brigade commandée par Ferdinando Bosco de partir pour Milazzo, menacée par les troupes de Garibaldi. Après quelques affrontements, le 20, Bosco est contraint de se retirer vers la ville sicilienne.
Pianell demande en vain à Clary de marcher au secours de Bosco et transfère trois bataillons étrangers et une batterie suisse à Castellammare pour débarquer derrière l'ennemi. Les renforts ne peuvent cependant pas être embarqués en raison de graves désaccords entre Louis de Bourbon comte d'Aquila (l'oncle de François II) et la marine bourbonnaise,
Ayant échoué dans cette tentative, qui démoralisa encore plus l'armée, Pianell, en accord avec le reste du gouvernement, décida de retirer les troupes de Milazzo et de les ramener à Naples.

En outre, profitant de la proposition faite par la France au Piémont d'imposer un armistice à Garibaldi, il décide de les retirer également de Messine pour ne pas les exposer à une nouvelle défaite, et pour favoriser les diplomates qui négocient pour la Ligue italienne (que Pianell regarde avec un espoir excessif).

Mais Garibaldi ne parvient pas à un accord avec le Piémont et le général Clary est contraint de négocier lui-même la capitulation en remettant la ville le 28 juillet 1860. Toutefois, les conditions de la reddition permettaient d'embarquer les troupes de Messine et de les affecter à la défense de la Calabre.

### Tentatives de réorganisation de l'armée
Ayant presque complètement abandonné la Sicile, Pianell se concentre sur la réorganisation continentale de l'armée des Bourbons. Il s'attache à doter les corps revenus de Palerme de l'équipement nécessaire, donne des exemples de rigueur dans plusieurs départements, oblige les renonçants à rejoindre leur destination, rejette les demandes de congé ou de démission, a soin de promouvoir là où c'est nécessaire, notamment dans le corps du génie, et augmente le nombre d'officiers de l'état-major.
Pour les officiers revenus de Palerme et punis par le roi d'une retraite forcée à Ischia, Pianell met en place un Conseil militaire chargé d'établir les responsabilités et de récupérer les hommes méritants pour les affecter à la défense de la Calabre. À la fin de ses investigations, le conseil militaire a déclaré qu'il n'avait trouvé aucun élément sérieux de culpabilité, de sorte que tous les suspects ont été libérés et sont retournés à Naples. Contrairement à ce qu'il avait espéré, Pianell a dû faire face à une multitude d'officiers disgraciés et discrédités, dont certains voulaient être jugés tandis que d'autres exigeaient leur démission. Certains d'entre eux, cependant, ont été récupérés et remis en service.
Entre-temps, à la cour, les insinuations de François de Bourbon, comte de Trapani, accusant Pianell d'avoir des relations avec les comités révolutionnaires, n'empêchent pas ce dernier de poursuivre son travail et de former les brigades et les divisions de la nouvelle armée continentale. Pianell choisit le général Giambattista Vial comme commandant en chef parce qu'il est jeune et instruit, qu'il n'a pas été impliqué dans les événements de Sicile, qu'il inspire la confiance du roi et qu'il ne rencontre pas d'opposition de la part des troupes. Surtout, il était l'un des rares disponibles,.

### Conflits avec les généraux

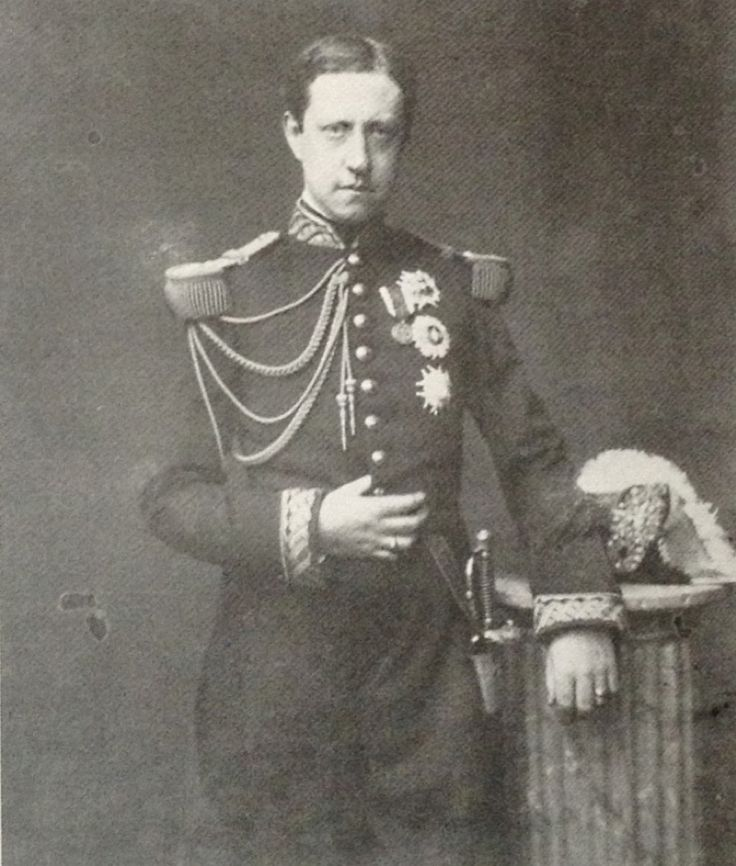
Le comte de Trapani était l'adversaire le plus influent de Pianell à la cour des Bourbons.

Vial accepte volontiers la mission, mais tous les commandants ne sont pas enthousiastes. Le général Bartolo Marra télégraphie le 2 août pour se plaindre du manque d'instructions et de cartes et, quelques jours plus tard, envoie un télégramme dans lequel il se considère irrespectueusement relevé de son commandement. L'événement fit grand bruit ; Pianell dut réprimander le général, et ce dernier répondit à nouveau de manière insolente, jusqu'à ce que, le 8 août, il soit rappelé à Naples et mis en état d'arrestation à Castel Sant'Elmo.
Dans ces mêmes jours, l'ancien collègue de Pianell, Mariano d'Ayala, envoyé par Camillo Cavour pour favoriser la cause italienne, propose au ministre de la Guerre de passer avec l'armée des Bourbons au Piémont, obtenant un refus.
Le 19 août 1860, échappant à la surveillance des quelques navires de la marine des Bourbons, Garibaldi traverse le détroit de Messine et débarque au sud de Reggio Calabria. Voulant profiter de la supériorité numérique, Pianell et François II ordonnèrent de concentrer les attaques sur les ennemis terrestres ; mais Vial, dès le premier moment, perdit le contact avec ses généraux, qui, d'autre part, au lieu de maintenir les troupes ensemble, les épuisèrent dans des marches peu concluantes.
Le 21 août, Pianell, dans un télégramme, incite Vial à attaquer :
" J'ai reçu votre rapport de 10h25. Je dois constater qu'il n'est plus temps d'attendre que la nécessité l'exige pour marcher. Je ne connais rien de mieux que le présent. Je vous prie chaleureusement de concentrer les troupes que vous avez entre les mains, si vous êtes certain d'être la plus grande force débarquée entre Scilla et Bagnara [...] Ne cessez pas de suivre les instructions que vous avez reçues".

### Événements en Calabre
Entre-temps, des rumeurs commencent à circuler sur des contacts entre des officiers supérieurs des Bourbons et des garibaldiens. Le colonel napolitain Giuseppe Ruiz de Ballestreros télégraphie au roi le 22 août que les brigades des généraux Nicola Melendez et Fileno Briganti se sont rendues à Villa San Giovanni sans tirer un seul coup de feu. Cette nouvelle, que l'on croit à juste titre fausse, indigne Pianell et François II, qui multiplient les efforts pour rappeler les commandants au sens du devoir.
Ruiz, qui avait annoncé sa retraite, reçoit un télégramme de Pianell, parti le même jour, le 22 août, à 18 heures, lui ordonnant de revenir et de rejoindre immédiatement le gros des troupes. Le lendemain, Ruiz démissionne de son commandement. Pendant ce temps, Pianell incitait encore Vial, qu'il n'avait pas réussi à remplacer, à attaquer avec ce qui fut le dernier télégramme, envoyé de Naples le 23 août 1860, à destination de la Calabre, les insurgés de la Basilicate ayant coupé la ligne télégraphique.
Vu l'aggravation de la situation, le matin de ce même 23 août, Pianell demande à François II s'il peut partir et prendre le commandement des troupes en Calabre. Le roi accepta la proposition, mais dès que la nouvelle se répandit que le ministre de la Guerre quittait Naples avec une brigade, l'alarme se répandit qu'une révolte, déjà préparée en détail, allait éclater dans la capitale. Les préparatifs de départ se poursuivent, cependant, lorsque Vial nous informe que huit vapeurs chargés de troupes ennemies sont à Torre del Faro, prêts à partir. Craignant un débarquement près de la capitale, le départ de Pianell fut suspendu jusqu'à ce que le lieu de destination des steamers soit connu.
Pendant ce temps, en Calabre, la situation se précipite. Le général Melendez se rendit avec trois mille hommes à Garibaldi le 24 août et le général Briganti, qui avait fraternisé avec une connaissance garibaldienne, en tentant de rejoindre Vial en civil, fut reconnu et tué par ses soldats. À ce stade, il est devenu difficile de maintenir le contrôle des troupes.

### Le plan extrême
Pianell, qui voit ses plans pour la défense de la Calabre s'estomper, conçoit un autre plan pour la défense de la capitale, à mettre en œuvre près de Salerne. Afin de remonter le moral des soldats, ce plan prévoyait que le roi marche avec les troupes. Le vieux général Raffaele Carrascosa est enthousiaste, tout comme l'épouse de François II, Marie-Sophie de Bavière (qui est favorable à tout plan d'action). Le général Prince d'Ischitella, très proche du roi, la rejette, tout comme le nouveau général Ferdinando Bosco. Tous deux ne voulaient pas que François II quitte Naples, qui finalement, indécis sur ce qu'il devait faire, renonça au déménagement.

### Démission

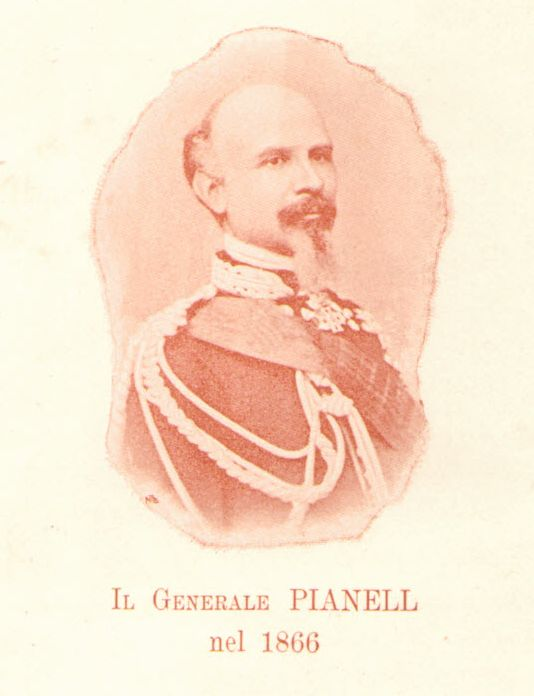
Giuseppe Salvatore Pianell en 1866.

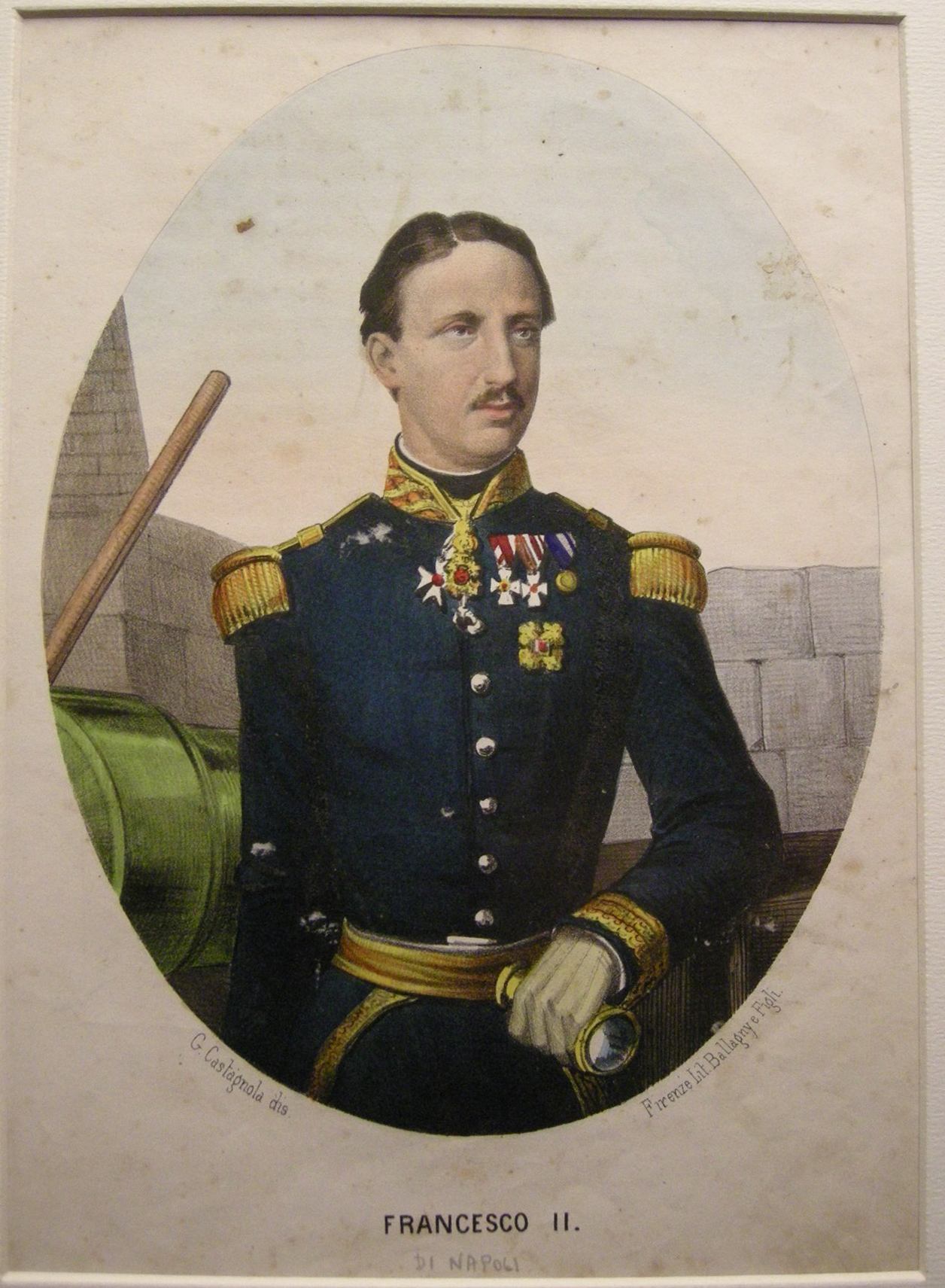
François II de Bourbon, dont Pianell a sous-estimé la volonté de résistance après les défaites au sud de Naples.

Après avoir fixé le départ de Pianell pour Salerne où il devait prendre le commandement d'une division, François II le suspend à nouveau le 27. À ce moment-là, le gouvernement a demandé, officieusement, au roi de pouvoir démissionner puisqu'il avait échoué dans sa mission de faire accepter pacifiquement la Constitution.
François II prit son temps mais lorsque Liborio Romano et Pianell lui annoncèrent dans la nuit du 29 au 30 août qu'ils avaient découvert une conspiration réactionnaire et que le roi répondit avec ironie, Pianell décida d'insister sur sa démission à tout prix. Pour faire accepter le remplacement de tout le gouvernement, le 30, Spinelli se rend chez François II et y trouve le comte de Trapani qui accuse les ministres, mais surtout Pianell, de mensonge et de déloyauté
Pendant ces événements, le 30 août, complètement encerclée, la division du général Giuseppe Ghio se rend également à Soveria Mannelli.
Le 31 août, Pianell, déterminé à agir seul, écrit une lettre au roi (qu'il lui remet le 2 septembre) dans laquelle il se déclare de facto exonéré de son poste de ministre de la Guerre. Le lendemain, le gouvernement démissionne officiellement. Pour des raisons opposées, le comte de Trapani et le comte de Trani (qui reviendra toutefois dans les rangs quelques mois plus tard) démissionnent également de leurs postes militaires.
Une deuxième lettre de Pianell à François II, remise le 3 septembre, explique clairement les raisons de la démission, qui sont principalement dues à l'incompatibilité entre le général et le milieu de la cour..
Il faut ajouter que, comme il le révèle dans ses mémoires et dans une lettre de 1877 adressée à François II mais jamais envoyée, Pianell a sous-estimé la volonté de résistance du roi. En effet, lorsque François II a parlé de quitter la capitale, Pianell a cru qu'il finirait par embarquer sur le vapeur espagnol Villa di Bilbao et qu'il partirait pour l'Espagne. De même, Pianell a sous-estimé la résistance des troupes napolitaines loyales restantes.
Ayant obtenu un congé du roi, il part le 5 septembre par mer pour la France où sa femme a de la famille et où il passe les mois qui précédront presque la proclamation du royaume d'Italie. Le 2 mars 1861, en effet, le royaume des Deux-Siciles est dissous et Pianell rentre en Italie.

## Général de division de l'armée italienne (1861-1866)

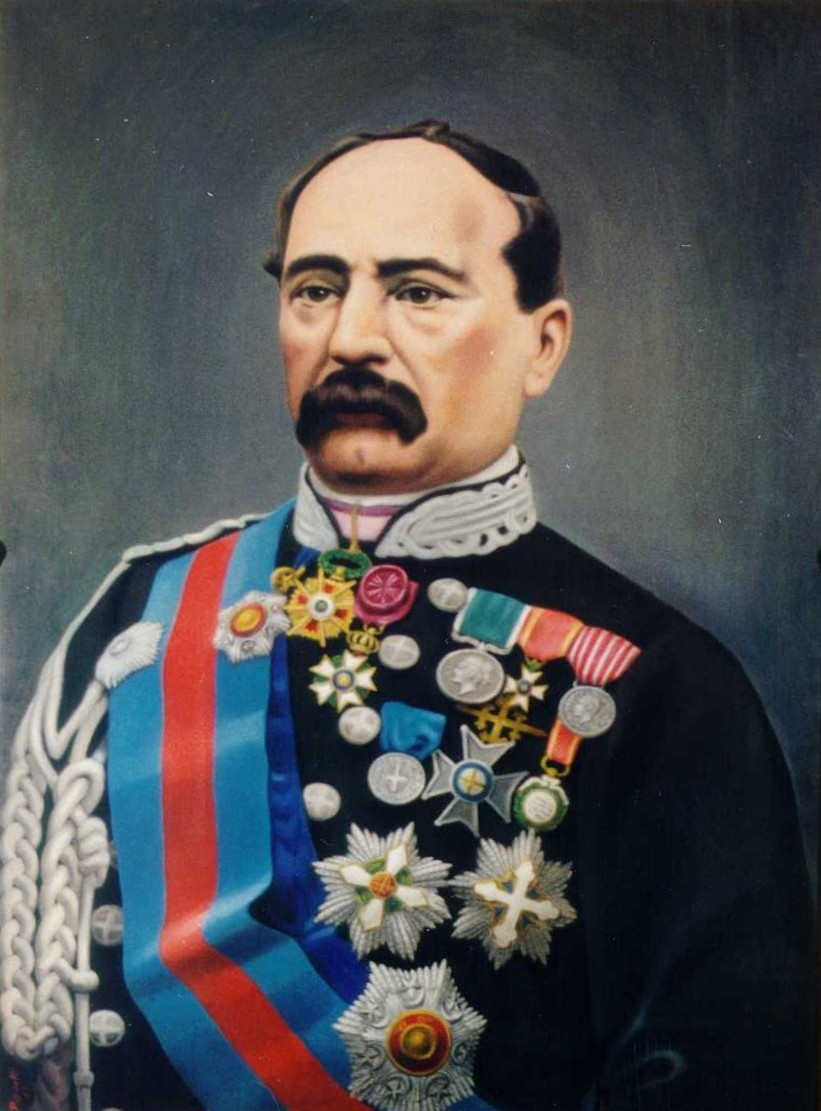
Le général Manfredo Fanti, probablement la personnalité la plus proche de Pianell après son retour en Italie en 1861.

Deux jours après avoir franchi la frontière franco-piémontaise, le 4 mars 1861, Pianell a un long entretien avec Cavour et, le lendemain, avec le général Manfredo Fanti qui le prend sous sa protection. Le 17 mars, il est nommé lieutenant général dans l'armée italienne. Les jours suivants, à Milan et à Bologne, il a eu des entretiens longs et cordiaux avec Alfonso La Marmora et Enrico Cialdini. Le 12 juin, il passe dans le rôle actif d'inspecteur de l'infanterie.

### Accusés des deux côtés
Le 4 août 1861, Pianell est nommé Commandeur de l'Ordre des Saints-Maurice-et-Lazare et doit se défendre contre les accusations des démocrates qui considèrent inadmissible qu'un ancien général Bourbon soit décoré avec Giacomo Medici, Nino Bixio et Stefano Turr. D'autre part, en septembre, le journal français L'Ami de la Réligion accuse Pianell et un autre ancien général des Bourbons, Alessandro Nunziante, d'avoir été soudoyés par le gouvernement piémontais. Outré, Pianell répon par une lettre ferme dans le même journal, rejetant les accusations.
Le 26 octobre 1861, il est nommé commandant de la 7e division active à Forli. Cette nomination suscite la perplexité de certains milieux qui ne considèrent pas que Pianell, ancien ministre des Bourbons qui n'a pas immédiatement rejoint la cause nationale, soit apte à occuper un tel poste. Le 4 février 1862, au Sénat, le ministre de la Guerre Alessandro Della Rovere défend le choix de la nomination et, avec le général Manfredo Fanti, prend le parti de Pianell, confirmant l'estime qu'il lui porte.

### Membre des commissions
Le 5 avril 1862, Pianell reçoit la Croix de Grand Officier de l'Ordre des Saints-Maurice-et-Lazare. En mai, il part pour Turin en tant que membre de la Commission pour la révision de la loi sur le recrutement et le 17 novembre, il prend le commandement de la 19e division à Alessandria. En août 1863, il fait partie de la Commission pour la révision du Code pénal militaire et est chargé d'inspecter les commandements d'Alessandria, de Gênes et de Turin. En octobre, il est membre de la Commission de révision des distinctions honorifiques et en février 1864, membre d'une seconde Commission de révision du code militaire.

### La bataille de Custoza

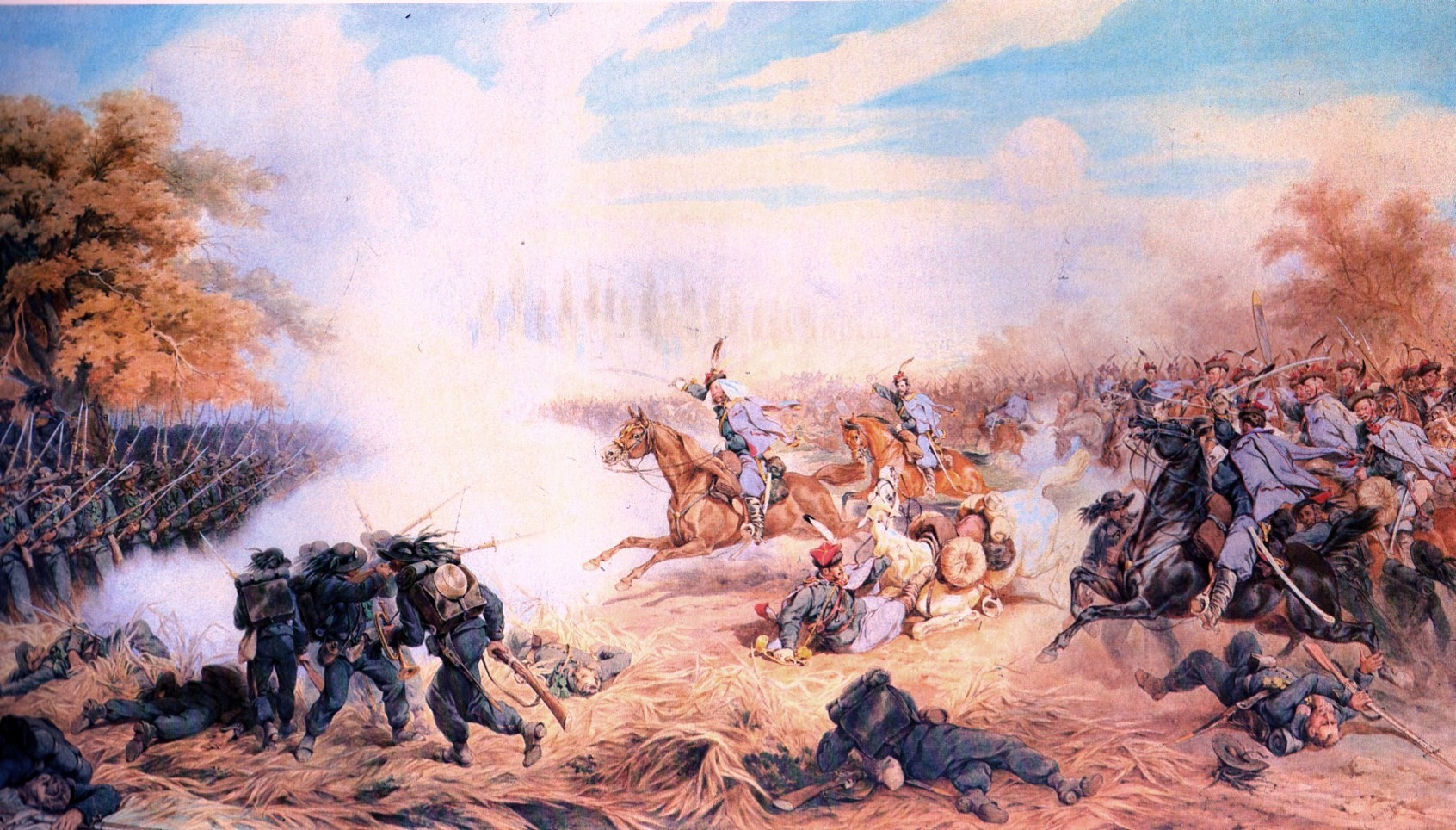
Lors de la bataille de Custoza, Pianell commandait la 2e division, la seule, parmi les divisions italiennes impliquées au centre de la bataille, à tenir la position
.

Ayant conclu son alliance avec la Prusse, l'Italie, en avril 1866, se prépare à attaquer l'Autriche. Le 4 mai, Pianell reçoit le commandement de la 2e division du corps d'armée du général Giovanni Durando, stationné à Lodi.
Quelques semaines avant le début des hostilités, avec l'autre général ex-Bourbon Alessandro Nunziante, Pianell est victime d'un plan, probablement ourdi dans la Rome papale, qui vise à fomenter des troubles dans les unités de l'armée italienne. En fait, de fausses informations sont répandues parmi les soldats, selon lesquelles le général Nunziante a été fusillé pour trahison et que Pianell a été arrêté sous l'accusation de vouloir remettre sa division aux Autrichiens à la première occasion.
À l'ouverture des hostilités, le 23 juin 1866, Pianell, dont la 2e division est déployée juste au nord de Monzambano, n'a d'autre ordre que de contenir la garnison autrichienne de la forteresse de Peschiera, si elle devait surgir, et de protéger le flanc gauche du reste du 1er corps d'armée qui doit traverser le Mincio.
Il en fat ainsi : on fait reculer quelques avant-postes autrichiens dans la forteresse ; on occupe des positions sur la route par laquelle les Autrichiens auraient pu attaquer, et les autres divisions du 1er corps traversèrent, sans être dérangées, la rivière.
Le lendemain, de l'autre côté du Mincio, les troupes italiennes affrontent les troupes autrichiennes. Dans la confusion, seules 7 des 21 divisions déployées pour la guerre par les Italiens prennent part à la bataille. Malgré cela, certaines divisions autrichiennes se replient sur Vérone, mais toutes les divisions italiennes impliquées battent une retraite, souvent ruineuse, face à la contre-offensive ennemie.

#### Monzambano
Bien que distant, Pianell se rend compte du début de la bataille et prend l'initiative en faisant avancer plusieurs bataillons et en ordonnant à la brigade "Siena" de marcher sur Monzambano. Au même moment, un grand nombre de soldats retardataires d'autres divisions arrivent de la rive orientale du Mincio. Pianell, gardant toujours ses positions sur la route du pont pour se prémunir d'une attaque venant de Peschiera, s'organise pour évacuer les fugitifs et fait traverser le fleuve à la brigade " Siena " qui prend position à l'est de Monzambano.
Immédiatement après, ses divisions de cavaleries légères attaquent les pentes du Monte Rosso, subissant de lourdes pertes mais mettant en fuite les troupes croates qui y avaient pris position. Se tournant vers l'infanterie, remarquant une hésitation au sein du 5e régiment, Pianell les rejoint en première ligne et leur redonne confiance. Comme ce fut le cas pour la 6e, qui est repoussée trois fois par les Autrichiens, mais atteinte par Pianell trouve la victoire : les troupes avancées de la division de réserve autrichienne du général Rupprecht sont mises en fuite ou se rendent.
La 2e division de Pianell, qui reçoit cependant l'ordre de se replier, est la seule division italienne engagée dans la bataille de Custoza à tenir sa position (des deux côtés du Mincio) et à repousser les forces ennemies qui auraient pu déborder le flanc gauche de la ligne. Pianell a capturé 560 Autrichiens dont 8 officiers et a permis et escorté la retraite de la 1re Division. Le général Durando étant blessé, il prend le commandement du 1er corps d'armée en tant que général de division (generale di divisione) le plus ancien le 25 juin 1866.
Alfonso La Marmora lui-même, commandant de l'armée où est encadrée la division de Pianell, admet dans son rapport la valeur de l'ancien général des Bourbons: 
" La retraite s'est faite sans désordre, y contribuant essentiellement les dispositions opportunes prises par les généraux Durando et Pianell. Le général Pianell [...], averti de la tournure défavorable de la bataille dans laquelle était engagée la division Cerale [du général Enrico], a permis de sa propre initiative à une brigade avec quatre pièces [d'artillerie] de traverser le Mincio, arrivant à temps pour arrêter la marche des colonnes ennemies qui voulaient tourner à gauche. Il les repoussa et fit plusieurs centaines de prisonniers".

## Général de corps d'armée (1866-1892)

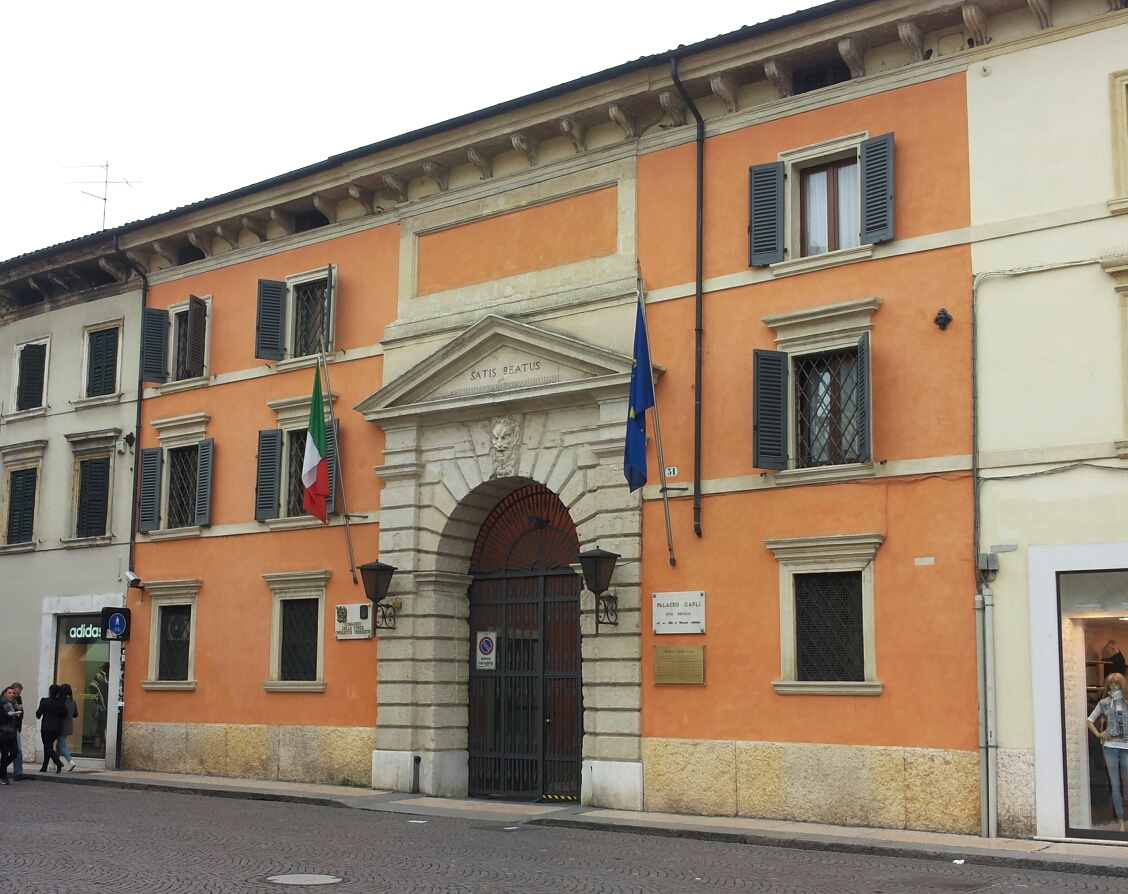
Palazzo Carli à Vérone, siège du commandement militaire, résidence et lieu de décès de Pianell.

L'exploit de Monzambano répand la renommée de Pianell dans toute l'Italie et au-delà des Alpes et il devint l'un des symboles de l'unité nationale. En même temps, l'exploit a servi à compenser, du moins en partie, la perte de prestige de l'Italie due à la défaite de Custoza.
Dans le prolongement de l'état de guerre, en septembre 1866, le problème des prisonniers autrichiens devient sérieux. Leurs conditions pénibles sont améliorées par Pianell qui, entre-temps, a déplacé son commandement à Trévise. Les prisonniers sont déplacés dans des locaux plus spacieux, les repas sont réorganisés, les conditions d'hygiène sont améliorées et les vêtements nécessaires sont fournis. On leur donne même un terrain de pétanque et d'autres amusements pour passer le temps.
À la fin des hostilités (3 octobre 1866), en raison des accords conclus précédemment avec la France, l'Autriche doit céder la Vénétie à l'Italie et le 1er corps d'armée de Pianell est chargé d'occuper la région. À la mi-octobre, Pianell est nommé commandant du département de Vérone (grade correspondant à celui de général de corps d'armée (Generale di Corpo d'Armata)) et le 7 novembre 1866, il participe aux cérémonies de prise de possession de Venise par Victor Emmanuel II. Un mois plus tard, il est décoré de la croix de grand officier de l'Ordre militaire de Savoie pour l'initiative prise lors de la bataille de Custoza. Le même jour, le 8 décembre, il refuse l'offre qui lui est faite par Cialdini du poste de ministre de la Guerre.

### Députés
Le 17 mai 1867, l'élection de Pianell à la Chambre des députés pour le siège de la 1re circonscription de Naples (district de Chiaia) est validée par un scrutin. Il commence alors à participer aux travaux parlementaires à Florence, alors capitale du Royaume. Ayant rejoint la droite historique (Destra storica), il se bat en vain contre la suppression des états-majors territoriaux de l'armée et contre la loi sur l'axe ecclésiastique. Bien que, ensuite, le gouvernement dirigé par le représentant de la gauche historique (Sinistra storica) Urbano Rattazzi, ait accepté ses propositions pour renforcer la formation des troupes.

### Le voyage en Europe centrale

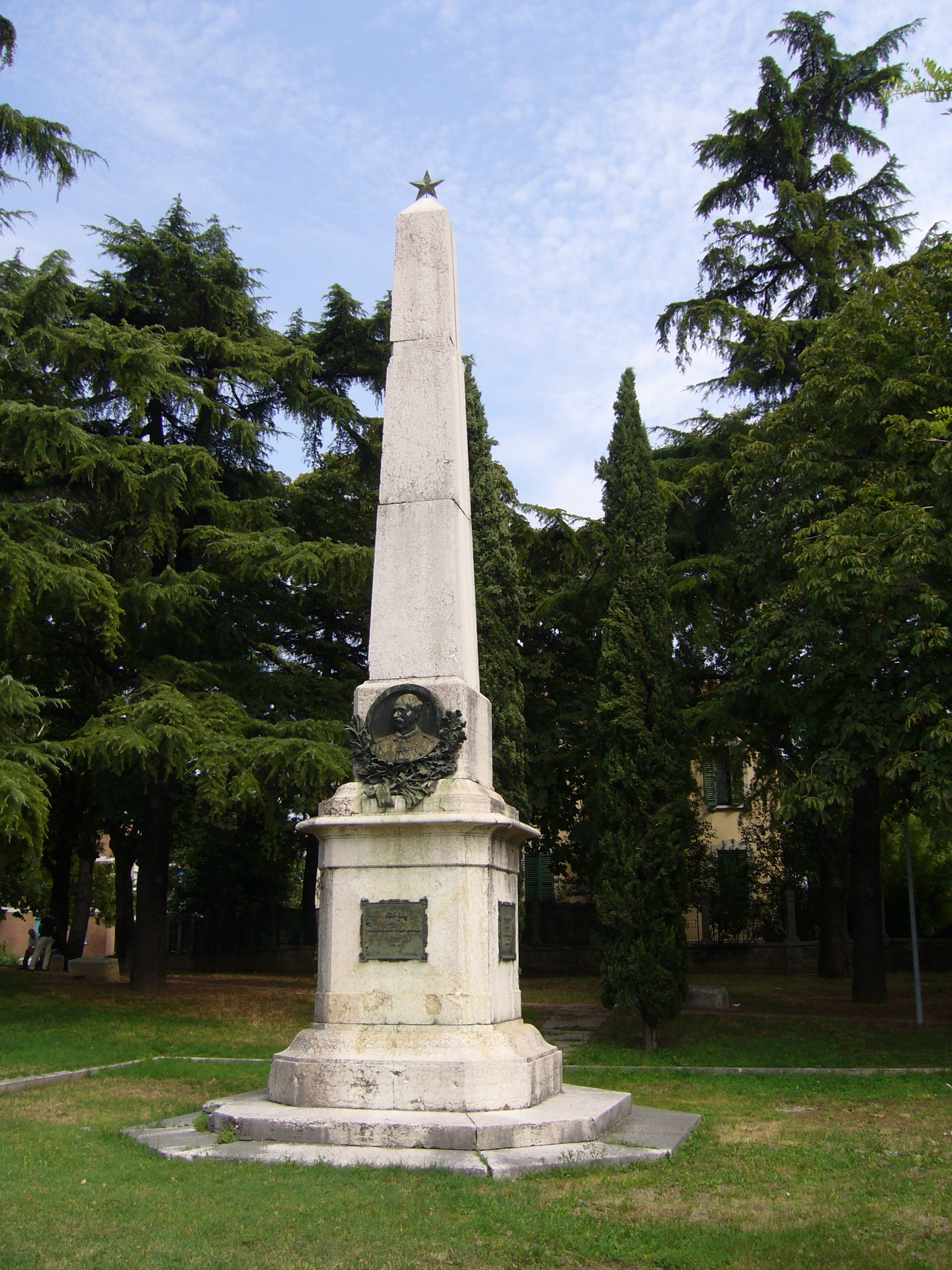
Le monument à Pianell érigé à Vérone dans les jardins de la Via Piave.

Après avoir reçu d'Autriche le titre de Commandeur de l'Ordre impérial de Léopold en mars 1867, et après avoir également refusé l'offre de Luigi Federico Menabrea pour le poste de ministre de la Guerre (octobre 1867), Pianell, au cours de l'été 1868, part pour un voyage d'intérêt militaire en Autriche et en Prusse.
Le général  commencé son voyage à Munich et le poursuit à Steyr, en Autriche, où il visite des usines de fusils. Le 23 juillet, à Vienne, il rencontre le ministre de la Guerre Franz Kuhn von Kuhnenfeld et, au cours des jours suivants, visite la grande caserne Franz-Joseph, le Bureau géographique, l'École centrale de cavalerie et l'Arsenal, où il s'intéresse au canon Gatling, précurseur de la mitrailleuse.
Début août, il assiste aux manœuvres des Hussards et, à Tulln, il visite les casernes du génie et une usine de chemin de fer. Les jours suivants, il se rend à Budapest, Prague et Dresde. Le 26 août 1868, il arrive à Berlin où, le 31, il est le premier général italien à assister aux manœuvres de l'armée prussienne, qui le surprennent par leur vivacité et leur précision. Le même jour, il est reçu à la fois par le roi Guillaume Ier et par l'héritier du trône, Frédéric III, d'idées libérales, avec lesquels il a de longs et cordiaux entretiens et qu'il quitte à la mi-septembre pour assister à trois jours de manœuvres militaires en Poméranie.
A son retour à Vérone, Pianell est décoré de l'ordre prussien de l'Aigle rouge de 1ère classe à la fin du mois de novembre.

### Commandant des forces en Italie du Nord
Dans le cadre de la réorganisation des unités militaires, Pianell est notifié le 2 juillet 1869 de sa nomination en tant que commandant du 2e corps d'armée, avec compétence sur toute l'Italie du Nord. Le 14 janvier 1870, le général effectue un voyage institutionnel à Naples où, avec le prince Umberto, il assiste à une soirée de gala au Palais royal, l'ancienne résidence des Bourbons, le 7 février. À son retour à Vérone, lorsque la guerre franco-prussienne éclate, Pianell est convoqué d'urgence à Florence pour remplacer le ministre de la Guerre Giuseppe Govone qui a eu de graves problèmes nerveux ; une fois encore, il refuse fermement. Après la prise de Rome en novembre 1870, Pianell subit une défaite aux élections à la Chambre des députés de Naples, mais en 1871, il est nommé sénateur à vie par la volonté de Victor Emmanuel II.

### Les derniers temps
En 1882, Pianell, en tant que commandant des forces de l'Italie du Nord, organise et dirige avec succès les secours pour les inondations de Vérone et de Polesine. En remerciement, le conseil municipal de Vérone le fait citoyen d'honneur et, en 1887, il reçot la plus haute distinction du royaume d'Italie : le collier de la Sainte Annonciation. Il demande, mais ne l'a jamais obtenu, une autorisation d'absence.
Il accomplit son devoir jusqu'au bout : le 20 mars 1892, à l'occasion du défilé annuel à Vérone pour l'anniversaire du roi Umberto I, malgré la pluie persistante, il reste immobile sur son cheval en attendant le défilé de toutes les unités impliquées. Quelques jours plus tard, dans son appartement du Palazzo Carli, qui était également le siège du commandement militaire, il s'alite à cause d'une bronchite et, le 5 avril 1892, après avoir reçu des réconforts religieux, il meurt parmi les siens, à un peu plus de 73 ans.

## Décorations

### Distinctions de Bourbon
- Chevalier de l'ordre royal de Saint-Ferdinand et du Mérite
- Officier de l'ordre militaire de Saint-Georges de la Réunion des Deux-Siciles
- Commandeur de l'ordre de François Ier des Deux-Siciles

### Distinctions de Savoie
- Chevalier de l'ordre suprême de la Très Sainte Annonciade
- Grand officier de l'ordre des Saints-Maurice-et-Lazare
- Grand officier de l'ordre militaire de Savoie - 6 décembre 1866[76]
- Médaille commémorative des campagnes des guerres d'indépendance
- Grand officier de l'ordre de la Couronne d'Italie

### Distinctions étrangères
- Commandeur de l'ordre impérial de Léopold (Autriche)
- Chevalier de l'ordre de l'Aigle rouge (Prusse)

## Source
- (it) Cet article est partiellement ou en totalité issu de l’article de Wikipédia en italien intitulé « Giuseppe Salvatore Pianell » (voir la liste des auteurs).

### Sur le contexte historique
- (it) Raffaele de Cesare, La fine di un regno, première édition 1895, édition consultée: Longanesi & C, Milan, 1969.
- (it) Pier Giusto Jaeger, Francesco II di Borbone. L'ultimo re di Napoli, Mondadori, Milan, 1982.
- (it) Harold Acton, The Last Bourbons of Naples (Édition italienne. Gli ultimi Borboni di Napoli (1825-1861), Giunti, Florence, 1997  (ISBN 88-09-21256-8)).